# Земовит III
Земовит III Мазовецкий (пол. Siemowit (Ziemowit); около 1320 — 16 июня 1381) — князь варшавский (1341—1349, 1355—1373/1374), черский (1341—1373/1374), равский (1345—1381), плоцкий (1370—1381) и визненский (1370—1381), представитель Мазовецкой линии Пястов, второй сын князя мазовецкого Тройдена I и Марии Юрьевны Галицкой.

## Биография
В 1341 году после смерти своего отца, князя черского и варшавского Тройдена, Земовит III вместе со своим младшим братом Казимиром получил в совместное владение Черск и Варшаву. В 1345 году после смерти своего дяди, князя равского Земовита II, Земовит вместе со своим братом Казимиром получил в удельное владение Раву.
В 1349 году, после нового раздела отцовского княжества, Земовит получил города Черск, Раву и Лив, уступив Варшаву своему младшему брату Казимиру. В 1351 году после смерти своего бездетного двоюродного брата, князя плоцкого и сохачевского Болеслава III, Земовит получил в удельное владение Гостынин.

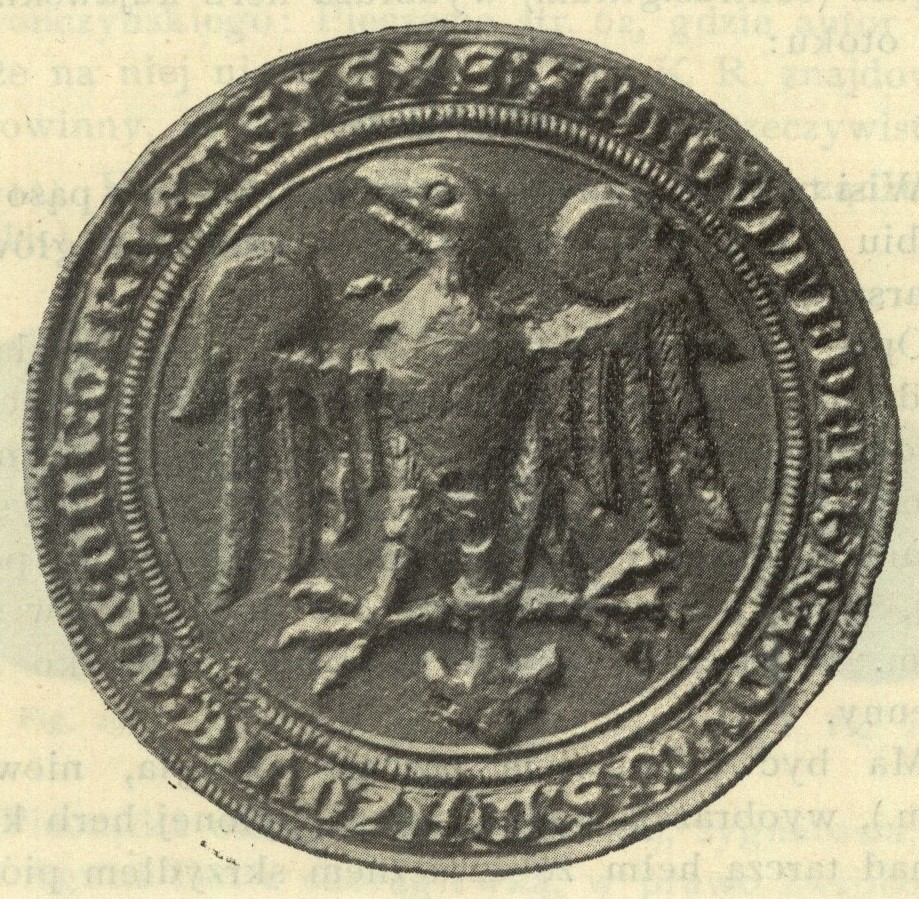
Печать Земовита III с 1355 года

В сентябре 1351 года князь варшавский Казимир вместе со своим старшим братом, князем плоцким и черским Земовитом III, принес вассальную присягу на верность польскому королю Казимиру III Великому.
В 1355 году после смерти своего бездетного младшего брата, князя Казимира варшавского, князь Земовит равский присоединил к своим владениям Варшаву и Сохачев. В 1355 и 1359 годах Земовит дважды приносил вассальную присягу на верность Казимиру Великому (1333—1370).
В 1355 году после смерти князя плоцкого Болеслава III, несмотря на протесты мазовецких князей Земовита и Казимира, польский король Казимир Великий присоединил к коронным владениям мазовецкие города Плоцк, Визну, Вышогруд и Закрочим.
В 1370 году после смерти польского короля Казимира III Великого и вступления на польский трон венгерского короля Людовика Великого (1370—1382) князь Земовит равский возвратил в состав Мазовии и присоединил к своим владениям Плоцк, Визну, Вышогруд и Закрочим. В 1373/1374 году князь плоцкий и равский Земовит III передал своим сыновьям Янушу и Земовиту в удельное владение Варшаву и Черск.

## Семья
Земовит III Мазовецкий был дважды женат. Его первой женой с 1335 года была Эвфимия, дочь князя опавского Николая II. Дети:
- Януш Старый (ок. 1346—1429), князь варшавский, цеханувский, черский, ломжинский и подляшский
- Земовит IV (ок. 1352—1426), князь равский, плоцкий, визненский и белзский
- Эвфимия (ум. 1418/1424), жена князя силезского Владислава Опольчича
- Анна (ум. 1403), монахиня
- Маргарита Мазовецкая (ум. 1388/1396), жена с 1369 года князя добжиньского, иновроцлавского и слупского Казимира IV.

Вторично женился на Анне, дочери князя зембицкого Николая Младшего. Дети:
- сын (1361/1364-1378)
- сын (1362/1365-1378)
- Генрих Мазовецкий (1368/1370-1392/1393), епископ плоцкий.